# Sonja Sonnenfeld

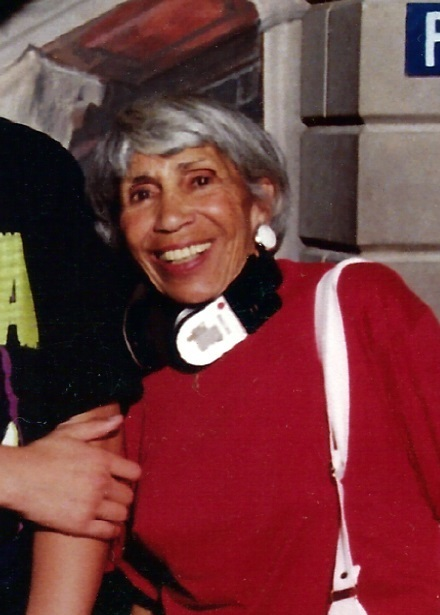
Sonja Sonnenfeld, 1994

Sonja Sonnenfeld (* 22. September 1912 in Malmö als Sonja Krenzisky; † 22. Juli 2010 in Stockholm) war eine schwedische Schauspielerin und Menschenrechtlerin.

## Biografie
Sonja Krenzisky zog 1914 mit ihrer Familie nach Berlin. Sie war das vierte Kind des jüdischen, schwedischen Architekten Alexander Krenzisky und einer deutschen Mutter mit brasilianischen Vorfahren. Ihr Vater fand während des Ersten Weltkrieges keine Arbeit, so dass sie Not litten. Sie wurde 1918 in der Fürstin Bismarck-Schule in Charlottenburg eingeschult. Mit zwölf Jahren besuchte sie ein Konzert von Josephine Baker und freundete sich danach mit ihr an. Im Film Metropolis spielte sie als Komparsin mit, ihr Porträtfoto erschien in Zeitschriften und auf Werbeplakaten, in verschiedenen Filmen erhielt sie Rollen als Stepp-Tänzerin, zum Beispiel die der Tänzerin Bumbawa in Der Lockvogel. Weil sie sich einem Treffen mit Sepp Dietrich, dem Befehlshaber der Hitler-Leibstandarte verweigerte, erhielt sie Auftrittsverbot. Im Jahre 1934 spielte sie dennoch mit Hans Albers unter falschem Namen die Rolle der Anitra im Film Peer Gynt.
Als Journalistin getarnt, hörte sie sich im Auftrag ihres Vaters die erste Rede an, die Adolf Hitler nach seiner Ernennung zum Reichskanzler im Berliner Lustgarten hielt. Der Vater hatte bereits in den 1920er Jahren darauf bestanden, dass Mein Kampf zu Hause gelesen wurde. Als Jüdin mit schwedischem Pass war sie vor der Judenverfolgung sicher, ging aber unter dem Eindruck der Reichspogromnacht, die sie in Berlin auf der Straße erlebte, nach Schweden zurück. In Stockholm engagierte sie sich für Flüchtlinge.
Sonja Krenzisky heiratete 1940 den evangelischen Mathematiker Wolfgang Sonnenfeld. Nur ihre Mutter kam zu Sonjas Hochzeit, die anderen Familienmitglieder lehnten die nichtjüdische Hochzeit ab.
1962 richtete sie in ihrer Wohnung in Stockholm das „Offene Haus“ ein. Zunächst jeden Sonntag, später jeden ersten Sonntag im Monat konnte, wer immer wollte, das Offene Haus besuchen, um mit anderen Menschen zusammen zu sein und dort über ihr Schicksal zu sprechen. Viele berühmte Persönlichkeiten suchten das „Offene Haus“ auf, u. a. Astrid Lindgren, Simon Wiesenthal und Rosalinde von Ossietzky-Palm. In 43 Jahren haben sich in dieser einzigartigen Institution etwa 10.000 Menschen aus 80 Nationen getroffen. Sonnenfeld arbeitete seit 1979 als Geschäftsführerin für das schwedische Raoul-Wallenberg-Komitee. Die Halbschwester des Diplomaten hatte sie angesprochen und darum gebeten, sich für Wallenberg zu engagieren, der in Budapest nahezu 100.000 Juden das Leben gerettet hatte und 1945 in die Sowjetunion verschleppt wurde.
2001 veröffentlichte sie eine Autobiografie, mit der sie bis 2010 zahllose Lesungen vor allem an Schulen veranstaltete, um an die Judenverfolgung im „Dritten Reich“, an andere Verletzungen der Menschenrechte und an das Schicksal Wallenbergs zu erinnern.

## Werke
- Es begann in Berlin – Ein Leben für Gerechtigkeit und Freiheit. Donat Verlag, Bremen 2001, ISBN 978-3-934836-32-7.
- Das 'Offene Haus' – Völkerbund en miniature. Donat-Verlag, Bremen 2005, ISBN 978-3-934836-95-2.